# Lost in Blue
Lost in Blue è un videogioco sviluppato da Konami nel 2005 per Nintendo DS. Il gioco ha ricevuto due seguiti per la medesima console portatile.

## Modalità di gioco
I protagonisti di Lost in Blue sono due ragazzi, Keith e Skye, che devono cercare di sopravvivere su un'isola deserta.
L'ambientazione del gioco è mostrata in tridimensionalità sullo schermo inferiore del Nintendo DS. Sono presenti diversi minigiochi in cui è necessario utilizzare il touch screen per costruire strumenti combinando gli oggetti trovati, cacciare o pescare. Nel videogioco di ruolo si utilizza anche il microfono incorporato nella console per accendere il fuoco.